# MEBEA

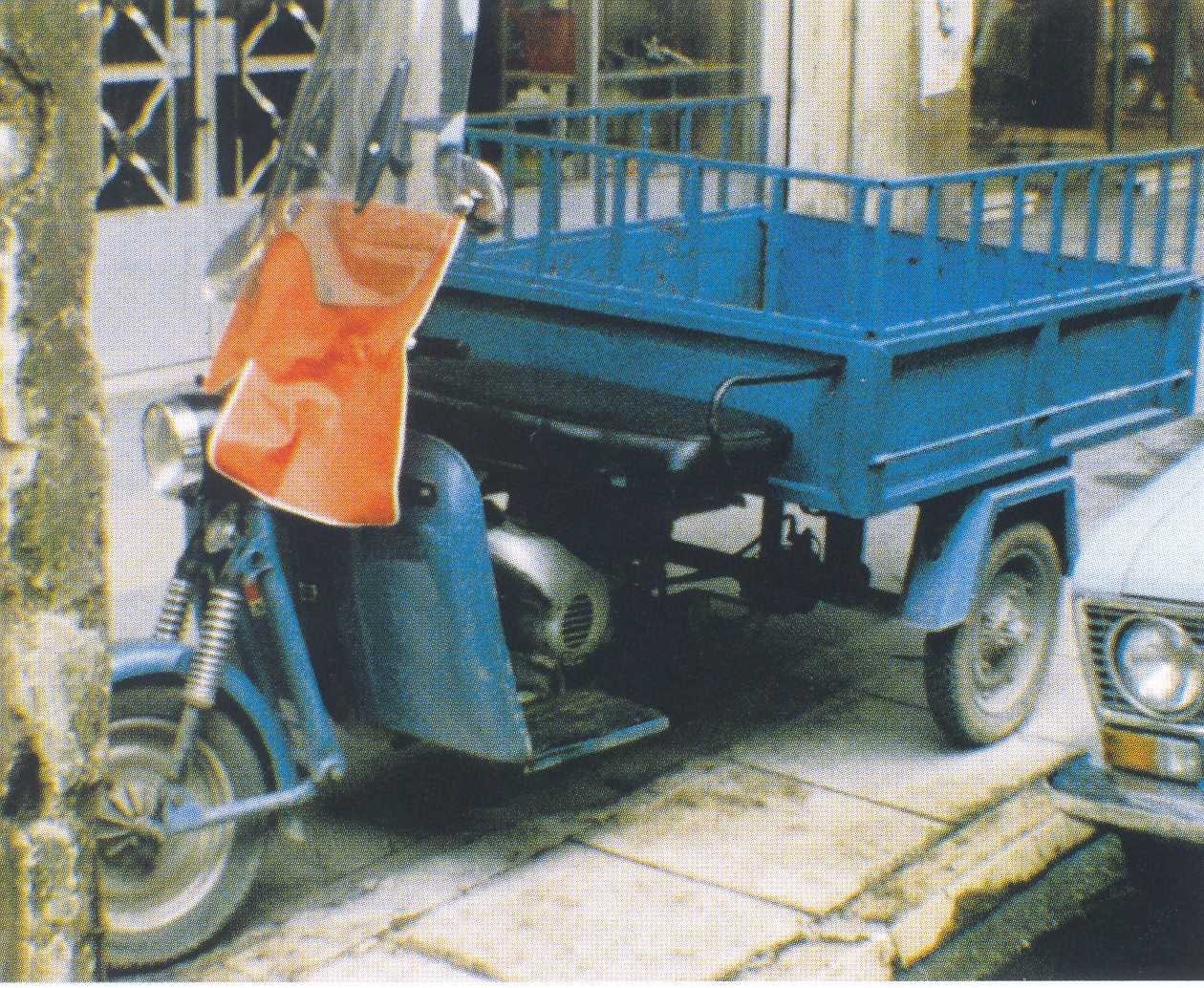
Diese Lastendreiräder von MEBEA waren in den 1960ern und 1970ern überaus verbreitet, es gab auch Ausführungen mit Kabine. Fahrzeuge mit gleichem Konzept wurden auch von anderen griechischen Firmen hergestellt.

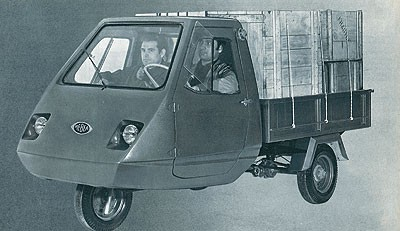
MEBEA ST150 (1970)

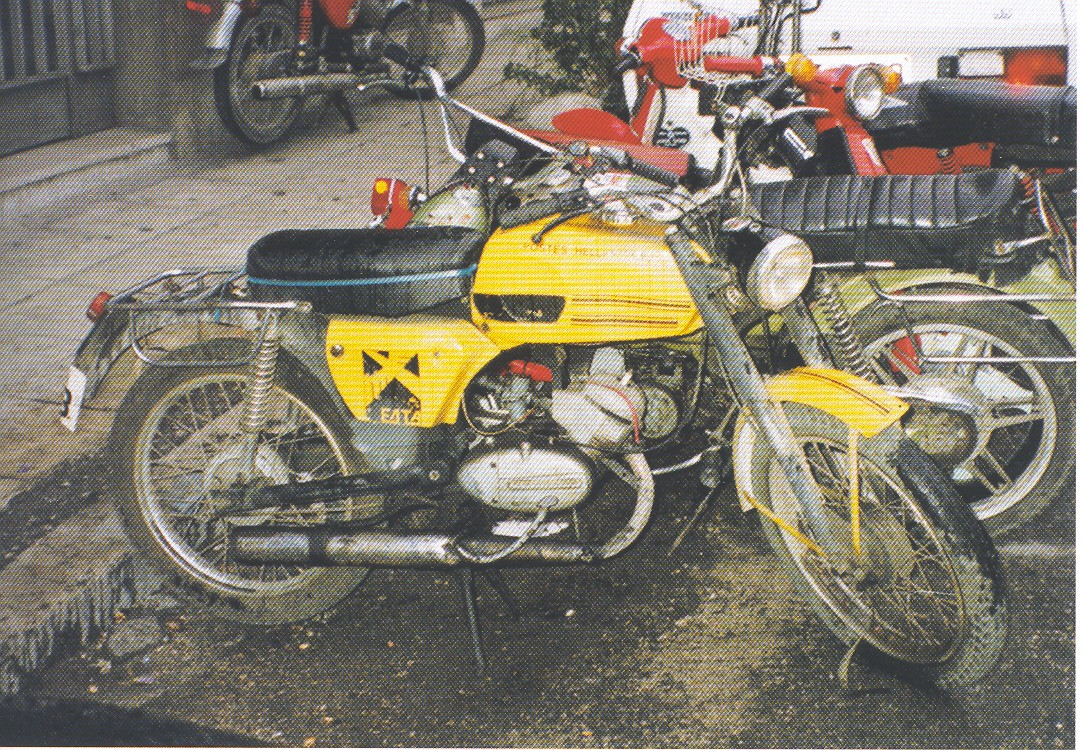
Im Dienst der griechischen Post: MEBEA Hermes (1970)

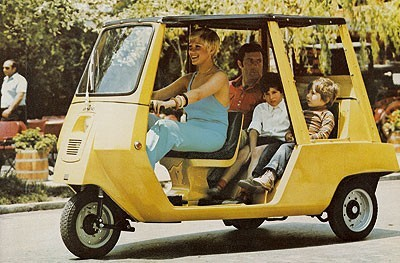
Für den Export nach Südost-Asien: MEBEA Bingo (1972)

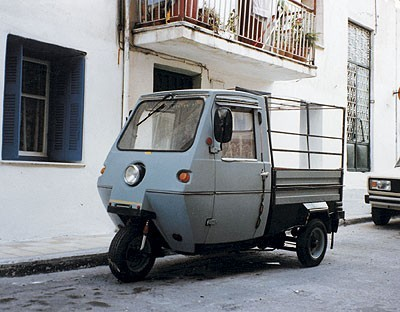
Griechisches Arbeitspferd: MEBEA 206 (1977)

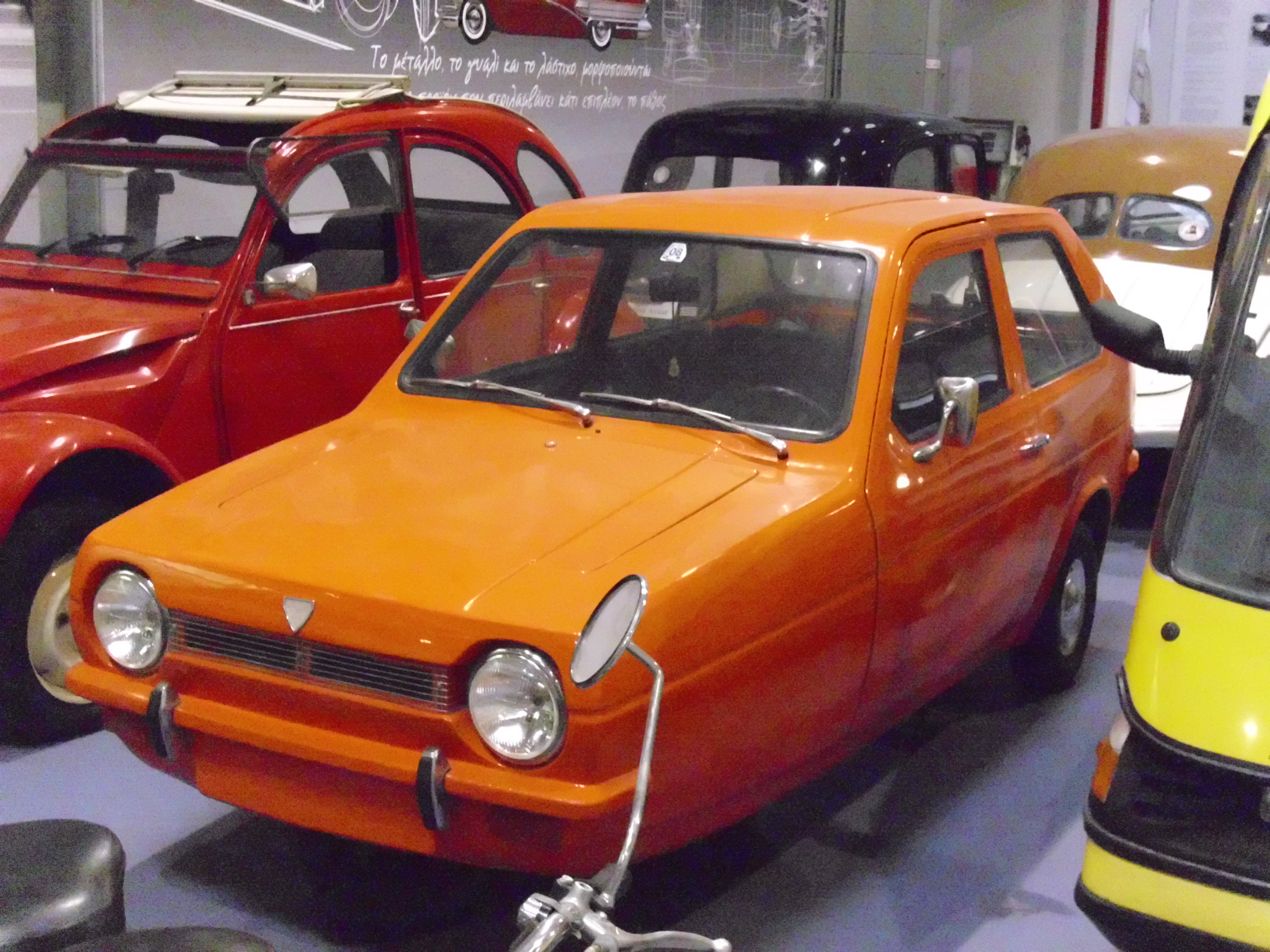
Mebea Robin (1974–1978)

MEBEA (sprich: „Mewea“) war ein bedeutender griechischer Fahrzeughersteller. Die Produktpalette reichte von leichten Lastkraftwagen über Personenkraftwagen bis zu Motorrädern und Fahrrädern.

## Geschichte
MEBEA wurde 1960 in Athen gegründet als Zusammenschluss zweier bestehender Firmen, die seit 1954 Zweiräder produzierten. Die Abkürzung MEBEA steht für „Mesogiakai Epichiriseis Biomichanias, Emboriou kai Andiprosopion“ (Μεσογειακαί Επιχειρήσεις Βιομηχανίας Εμπορίου & Αντιπροσωπειών, Mediterrane Unternehmen für Industrie, Handel und Vertretung).
Die Firma entwickelte sich zu einem der bedeutendsten griechischen Fahrzeughersteller, sie betrieb zwei Produktionsstätten im Norden von Athen. Ihre wichtigsten und erfolgreichsten Produkte waren leichte Lastendreiräder mit 50 cm³-Zündapp-Motoren. Die Dreiräder, die für Jahrzehnte zum üblichen Straßenbild von Griechenland gehörten, wurden auch in Länder Südost-Asiens exportiert. Auch die meisten Moped- und Motorradmodelle von MEBEA (zum Beispiel Junior, Apollon und Hermes) waren mit Zündapp-Motoren ausgestattet. Neben den Zwei- und Dreirädern, die bis auf die Motoren eigene Entwicklungen waren, baute und vertrieb MEBEA in Kooperation mit dem britischen Fahrzeughersteller Reliant dessen Modelle TW9 (ein schweres Dreirad ab 1970) und Robin (ein Dreirad-PKW ab 1974). 1979 wurde schließlich das Vierrad-Leichtauto Fox eingeführt. Der auf dem Reliant Kitten basierende Pick-up mit Plandach und tiefer Gürtellinie war eigentlich eine MEBEA-Eigenentwicklung. Zwecks Umgehung der schwierigen griechischen Gesetzgebung zur Produktion von PKW wurde die Typabnahme des Fox wieder in Kooperation mit Reliant als Lizenzgeber durchgeführt.

## Fahrzeugmodelle von MEBEA

### Motorräder
- 50-Zundapp 50 cm³-Moped (basierend auf einer deutschen Zündapp), Mitte der 1960er bis Anfang der 1970er
- Hermes 50 cm³-Moped, ab 1970.
- Apollon 50 cm³, Weiterentwicklung der Hermes, ab 1970.
- Junior, 50 cm³, ab 1972.
- Europino, Moped-Roller im italienischen Design, 1974–1982.

### Leichte Dreiräder mit Motorrad-Steuerung
- Erste Generation, mit oder ohne Kabine, 1967–1974
- Zweite Generation, mit oder ohne Kabine, 1974–1977
- Dritte Generation (Modell 206), in großen Stückzahlen 1977–1983

### Dreiräder mit Automobil-Steuerung
- ST150 Leichtlastdreirad mit 300 kg Zuladung, 1970–1977
- Reliant 1200 / TW 9B Lastdreirad mit 800 kg Zuladung, 1970–1976

### Leichte Dreirad-Passagierfahrzeuge mit Motorrad-Steuerung
- Bingo, fast ausschließlich für den südostasiatischen Markt ab 1972

### PKW
- Robin Dreirad-PKW (Reliant – Lizenz), 1974–1978
- Fox Leicht-PKW, 1979–1983